# ایپرونیدازول
ایپرونیدازول (انگلیسی: Ipronidazole) یک داروی ضد پروتوزوآ از کلاس نیتروایمیدازول است که در دامپزشکی استفاده می‌شود. همچنین برای درمان هیستومونیاز در بوقلمون‌ها و برای اسهال خونی خوکی استفاده می‌شود.